# Zautendorfer Bach
Der Zautendorfer Bach ist ein linker Zufluss des Reichenbachs, einem Nebenfluss der Bibert, im mittelfränkischen Landkreis Fürth im Gebiet des Marktes Cadolzburg am Cadolzburger Höhenzug.

## Geographie
Der Zautendorfer Bach entspringt nordwestlich von Zautendorf und fließt zunächst durch einen Weiher, bevor er Zautendorf durchquert. Dort verläuft er unter der Kreisstraße FÜ 19 und unter einer Ortsstraße Richtung Südwesten vorbei an einigen Weihern, bevor er in Vogtsreichenbach in den Reichenbach einmündet. In der Nähe des Zautendorfer Friedhofs und nördlich von Vogtsreichenbach nimmt der Bach kleine Seitenarme mit auf.